# Џорџ Макдоналд Фрејзер
Џорџ Макдоналд Фрејзер (енгл. George MacDonald Fraser, 1925-2008), шкотски писац и сценариста. Објавио је већи број историјских романа о комичном антихероју Харију Флешмену, као и већи број сценарија за филмове, међу којима су најпознатији  Три мускетара (1973), Октопуси (1983) и Црвена Соња (1985).

## Биографија
Син лекара (рођен 2. априла 1925), Фрејзер није имао формално образовање као историчар. Његово интересовање за писање је вероватно подстакла војна служба у британској армији у Бурми и Африци (његова лична сећања на кампању против јапанске војске из 1944-45 појавила су се у штампи 1993. и добила одличне критике). Након демобилизације, Фрејзер је радио као спортски репортер и новинар у Канади и у својој родној Шкотској, а касније као заменик уредника Глазгов Хералда (1964-69). Његова прва књига о Флешмену, „Флешмен“, написана је 1969. Његова дванаеста (и последња), „Флешмен на маршу“, појавила се 2005. Поред тога, написао је још неколико романа и збирки кратких прича, од којих свака има историјску позадину. Током 1970-их и 80-их, Фрејзер је такође сарађивао на неколико филмских сценарија, укључујући Три мускетара (1973), његов наставак Четири мускетара: Освета Миледи (1974) и 13. филм о Џејмсу Бонду, Октопуси (1983). Написао је сценарије за екранизације два своја романа, Краљевски Флеш (1975) и Пирати (1986), које су лоше примљене од критичара и публике.
Џорџ Мекдоналд Фрејзер се на крају настанио на Острву Мен, да би пронашао пореско уточиште и повукао се на место које је сличније, како га је називао, „Енглеској каква је некада била“. Торијевац умерених десничарских уверења и отворени непријатељ политичке коректности, умро је тамо 2. јануара 2008. у 82. години.

## Историјски романи

### Флешменови дневници
Џорџ Мекдоналд Фрејзер је најпознатији као писац хумористичних и сатиричних историјских романа. Његове најчитаније књиге приказују подвиге Харија Флешмена, измишљеног британског војника из викторијанског доба, који је упркос кукавичлуку, покварености и потпуном одсуству амбиције, способности, патриотизма и морала дотерао до чина генерала. Иако су измишљене, ове авантуре су увек смештене у беспрекорно добро истражену и обележену историјску позадину, са приказом раскалашног, развратног антихероја усред значајних историјских догађаја, укључујући јуриш лаке бригаде код Балаклаве, Кастеров последњи отпор на Литл Бигхорну, Индијска побуна, Опијумски ратови, Тајпиншки устанак, напад Џона Брауна на Харперс Фери и британска казнена експедиција у Абисинији 1868. Фрејзер је пажљиво избегавао да романтизује викторијанско доба, уместо тога усвојио је често брутално реалистичан, али веома сатиричан приступ. Фасцинантних историјских ликова има у изобиљу, од црне краљице Мадагаскара Ранавалоне до Ота фон Бизмарка, оживљених помно истраженим детаљима, доказ старе пословице да је стварност често чуднија од фикције. Разметљиви, шовинистички покварењак, са чије су тачке гледишта написане књиге, прати своју срећу из једне мучне кризе у другу и наставља да се уздиже међу војном елитом Британске империје упркос свом потпуном недостатку заслуга и морала. Фрејзерова духовитост и умеће као писца ипак су учинили Флешмена уверљивим, чак и убедљивим протагонистом.
Списак романа о Харију Флешмену по редоследу објављивањаː
1. Флешмен (1969)
2. Краљевски Флеш (1970)
3. Флеш за слободу (1971)
4. Флешмен у јуришу (1973)
5. Флешмен у Великој игри (1975)
6. Флешменова дама (1977)
7. Флешмен и црвенокошци (1982)
8. Флешмен и змај (1985)
9. Флешмен и планина светлости (1990)
10. Флешмен и анђео (1994)
11. Флешмен и тигар (1999)
12. Флешмен на маршу (2005).